# Everything (canción de INXS)
«Everything» es el cuadragésimo segundo disco sencillo del grupo australiano de rock INXS, el segundo desprendido de su décimo álbum de estudio Elegantly Wasted, y fue publicado el 26 de mayo de 1997. La canción fue escrita por Michael Hutchence y Andrew Farriss en Dublín en el año 1996. 
El primer CD single fue un EP en vivo de cuatro pistas de la actuación de INXS para la BBC Comic Relief Charity en Londres. Las caras B del segundo sencillo del CD incluían la canción "Let It Ride", que solo se incluyó en la edición japonesa del álbum Elegantly Wasted. También hay un sencillo LP de 12 "con dos mezclas, una de 'Jaxx Club Vocal' y la rara 'Jaxx Love Dub' disponible solo en este formato.
El video del sencillo fue filmado el 26 de abril de 1997 en Los ángeles en los Ren-Mar Studios de Hollywood. Fue dirigido por Paul Boyd e involucró a la banda actuando en un escenario giratorio con una "multitud" en un ring detrás de ellos.

## Formatos
Formatos del sencillo.
En disco de vinilo de 12"
12 pulgadas. 1997 Mercury Records INXX 2912 
| Lado A |                              |                                    |          |  |
| N.º    | Título                       | Escritor(es)                       | Duración |  |
| 1.     | «Everything» (Jaxx Love Dub) | Andrew Farriss y Michael Hutchence | 8:41     |  |

| Lado B |                                |                                    |          |  |
| N.º    | Título                         | Escritor(es)                       | Duración |  |
| 1.     | «Everything» (Jaxx Club Vocal) | Andrew Farriss y Michael Hutchence | 6:40     |  |

En Casete
| Casete. 1997 Mercury Records INXMC29 |               |                                    |          |  |
| N.º                                  | Título        | Escritor(es)                       | Duración |  |
| 1.                                   | «Everything»  | Andrew Farriss y Michael Hutchence | 3:13     |  |
| 2.                                   | «Let It Ride» | Andrew Farriss y Michael Hutchence | 3:46     |  |

En CD
| CD 1997 Mercury Records 574 536-2 |               |                                    |          |  |
| N.º                               | Título        | Escritor(es)                       | Duración |  |
| 1.                                | «Everything»  | Andrew Farriss y Michael Hutchence | 3:13     |  |
| 2.                                | «Let It Ride» | Andrew Farriss y Michael Hutchence | 3:46     |  |

| CD 1997 Mercury Records 574 539-2 INXCD 29 574 539-2 |                              |                                    |          |  |
| N.º                                                  | Título                       | Escritor(es)                       | Duración |  |
| 1.                                                   | «Everything» (Live)          | Andrew Farriss y Michael Hutchence | 3:37     |  |
| 2.                                                   | «Suicide Blonde» (Live)      | Andrew Farriss y Michael Hutchence | 3:57     |  |
| 3.                                                   | «Never Tear Us Apart» (Live) | Andrew Farriss y Michael Hutchence | 3:52     |  |
| 4.                                                   | «What You Need» (Live)       | Andrew Farriss y Michael Hutchence | 3:57     |  |

| CD 1997 Mercury Records INXDD 29 574 537-2 |                                      |                                    |          |  |
| N.º                                        | Título                               | Escritor(es)                       | Duración |  |
| 1.                                         | «Everything»                         | Andrew Farriss y Michael Hutchence | 3:13     |  |
| 2.                                         | «Let It Ride»                        | Andrew Farriss y Michael Hutchence | 3:46     |  |
| 3.                                         | «Girl On Fire» (Keepin It Tight Mix) | Andrew Farriss y Michael Hutchence | 4:37     |  |
| 4.                                         | «Everything» (Jaxx Club Vocal)       | Andrew Farriss y Michael Hutchence | 6:39     |  |